# René Christian-Frogé
Christian Pierre René Frogé, dit René Christian-Frogé, est un poète et écrivain français né le 17 avril 1880 à Vernoil-le-Fourrier, près de Saumur, et mort le 9 mars 1958 à Boissy-la-Rivière.

## Biographie
Il fait partie du groupe d'action d'art Les Loups initié par Anatole Belval-Delahaye. Au cours d'une réunion littéraire de ce groupe, une Hurle-aux-Loups, le 21 janvier 1910, a lieu une échauffourée entre lui et Gabriel-Tristan Franconi, lequel passera au tribunal le 19 mai 1911 pour coups et blessure sur la personne de Frogé.
L’Académie française lui décerne le prix Jules-Davaine en 1916, le prix Montyon en 1917 et le prix Marcelin Guérin en 1923.
En février 1919, il participe à la fondation de l'Association des écrivains combattants, dont il devient le secrétaire général.

## Œuvres
- Lorenza, un acte en vers, édition Eugène Rey (1903)
- Au jardin des roses mourantes, poèmes, Bibliothèque internationale d'édition. - E. Sansot et Cie (1908)
- La Lyre de fer, poèmes, Maison d'édition Les Loups (1911)
- Morhange et les Marsouins en Lorraine, éd. Berger-Levrault (1916)[3]
- Sous les rafales, éd. Eugène Figuière (1916)
- Les Diables noirs. De Maricourt à Souchez. Souvenirs des batailles d'Artois, éd. Berger-Levrault (1917)
- Les Captifs, éd. Berger-Levrault (1918)
- L'Affaire Frogé, Nouvelles Éditions latines (1919)
- La Géhenne, éd. Berger-Levrault (1920)
- La Grande Guerre, vécue, racontée, illustrée par les combattants (deux tomes), éd. Quillet (1922), prix Marcelin Guérin de l’Académie française en 1923
- La Croix de guerre, Librairie de France (1936)